# Domenico Graziani

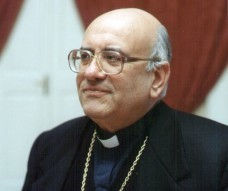
Domenico Graziani (2009)

Wappen Domenico Grazianis als Erzbischof

Domenico Graziani (* 23. Mai 1944 in Calopezzati, Provinz Cosenza, Italien) ist ein italienischer Geistlicher und emeritierter römisch-katholischer Erzbischof von Crotone-Santa Severina.

## Leben
Domenico Graziani empfing am 5. Januar 1968 durch Michele Federici in der Kathedrale von Santa Severina die Priesterweihe. Nach weiterführenden Studien erwarb er das Lizenziat in Dogmatik an der Päpstlichen Universität Gregoriana in Rom und ein weiteres Lizenziat am Päpstlichen Bibelinstitut. Von 1984 bis 1992 war er Pfarrer in Botricello. Anschließend folgten verschiedene Stationen als Dozent für Dogmatik, u. a. am Päpstlichen Theologischen Seminar St. Pius X. in Catanzaro.
Papst Johannes Paul II. ernannte ihn am 21. August 1999 zum Bischof von Cassano all’Jonio. Die Bischofsweihe spendete ihm der Präfekt der Kongregation für die Bischöfe, Lucas Kardinal Moreira Neves OP, am 10. Oktober desselben Jahres; Mitkonsekratoren waren Andrea Mugione, Erzbischof von Crotone-Santa Severina, und Giuseppe Agostino, Erzbischof von Cosenza-Bisignano. Als Wahlspruch wählte er Verbo gratiae commendatus. Am 21. November 2006 ernannte ihn Papst Benedikt XVI. zum Erzbischof von Crotone-Santa Severina. Die Amtseinführung fand am 14. Januar 2007 statt. In der Italienischen Bischofskonferenz war Graziani Mitglied der bischöflichen Kommission für Migration.
Papst Franziskus nahm am 7. November 2019 seinen altersbedingten Rücktritt an.